# Psychomastax deserticola
Psychomastax deserticola is een rechtvleugelig insect uit de familie Eumastacidae. De wetenschappelijke naam van deze soort is voor het eerst geldig gepubliceerd in 1934 door Hebard.
1. ↑  (en) Psychomastax deserticola op de IUCN Red List of Threatened Species.